# Список эпизодов телесериала «Зов крови»
Список серий канадского телесериала «Зов крови» в жанре фэнтези и криминальной драмы, который транслировался с 12 сентября 2010 года по 25 октября 2015 года на телеканале Showcase.

## Обзор сезонов
| Сезон | Серии | Серии | Даты показа      | Даты показа     |
| Сезон | Серии | Серии | Первая серия     | Последняя серия |
| ----- | ----- | ----- | ---------------- | --------------- |
| 1     | 13    | 13    | 12 сентября 2010 | 12 декабря 2010 |
| 2     | 22    | 22    | 4 сентября 2011  | 1 апреля 2012   |
| 3     | 13    | 13    | 6 января 2013    | 14 апреля 2013  |
| 4     | 13    | 13    | 10 ноября 2013   | 16 февраля 2014 |
| 5     | 16    | 8     | 7 декабря 2014   | 25 января 2015  |
| 5     | 16    | 8     | 6 сентября 2015  | 25 октября 2015 |

## Список серий

### Сезон 1 (2010)
| № общий | № в сезоне | Название                                                          | Режиссёр        | Автор сценария  | Дата премьеры    | Зрители в Канаде (млн) |
| --- | ---------- | ----------------------------------------------------------------- | --------------- | --------------- | ---------------- | ---------------------- |
| 1 | 1          | «Этот волшебный, волшебный мир» «It's a Fae, Fae, Fae, Fae World» | Эрик Кануэль    | Мишель Ловретта | 12 сентября 2010 | N/A                    |
| Бо живёт в бегах в течение многих лет, пытаясь выяснить, почему люди умирают, когда она их целует. Она работает в баре, но вынуждена снова убить, чтобы спасти девчонку - русскую воровку Кензи. Из-за этого ей вновь нужно бежать. Но тут на её след выходят фэйри. От них она узнаёт, кто и что она есть. Её берут в заложники и вынуждают пройти испытание, после которого ей придется выбирать, к каком клану она присоединится — к Тёмному или к Светлому. Сразившись с двумя противниками из мира недофейров, Бо отказывается участвовать в их разборках и вступать в какой-либо Клан, выбирая сторону людей. |            |                                                                   |                 |                 |                  |                        |
| 2 | 2          | «Где Уилл, там и фэйри» «Where There's a Will, There's a Fae»     | Роберт Либерман | Питер Мохан     | 19 сентября 2010 | N/A                    |
| Бо соглашается помочь блуждающему огоньку найти человека, который украл его сокровища, в обмен на информацию о её настоящих родителях. Помимо Бо, блуждающий огонёк нанимает убийц из мира фэйри. Похититель оказывается сыном пострадавшего, и на похищение он пошел ради того, чтобы увидеться с отцом и отомстить ему. Бо узнает много нового о мире фэйри, и получает двух союзников в своих поисках истины. |            |                                                                   |                 |                 |                  |                        |
| 3 | 3          | «О, Каппа, моя Каппа» «Oh Kappa, My Kappa»                        | Пол Фокс        | Мишель Ловретта | 26 сентября 2010 | N/A                    |
| Бо и Кензи занимаются частным сыском. Их первое задание — найти пропавшего без вести студента местного колледжа. Кензи идёт под прикрытием в колледж, Бо присоединяется к службе безопасности кампуса, чтобы узнать, что произошло. Отношения Бо и Дайсона улучшаются, и раскрывается несколько новых видов фэйри. |            |                                                                   |                 |                 |                  |                        |
| 4 | 4          | «Фэйритальное влечение» «Faetal Attraction»                       | Стив ДиМарко    | Джереми Боксен  | 3 октября 2010   | N/A                    |
| Бо и Дайсон, каждый кто как может, пытаются заглушить боль от нежеланного расставания. Между тем к Бо обращается за помощью фурии по имени Оливия. Она просит её убить человека. Бо отказывается и тем самым попадает в эпицентр опасных событий. |            |                                                                   |                 |                 |                  |                        |
| 5 | 5          | «Мертвецки удачлив» «Dead Lucky»                                  | Джо Фосетт      | Эмили Эндрас    | 17 октября 2010  | N/A                    |
| Букмекер Тёмных фэйри Майер убеждает Бо помочь ему узнать, каким образом один из постоянных клиентов его конторы вопреки ожиданиям смог сорвать крупный куш. В обмен на помощь Майер обещает Бо помочь узнать что-то новое о её родителях. |            |                                                                   |                 |                 |                  |                        |
| 6 | 6          | «Еда не для слабаков» «Food for Thought»                          | Джо Фосетт      | Памела Пинч     | 24 октября 2010  | N/A                    |
| Бо и Кензи отправляются вместе с Лорен к больному Асвангу — фэйри, питающейся телами умерших людей. В очередной раз проявив свою непоседливую натуру, Кензи наживает себе серьёзные проблемы, решать которые приходится Бо и Лорен. Помимо глобальных задач, Бо также продолжает попытки научиться контролировать свои смертоносные способности, в чём ей активно помогает Лорен. |            |                                                                   |                 |                 |                  |                        |
| 7 | 7          | «Арахнофобия» «ArachnoFaebia»                                     | Джо Фосетт      | Эмили Эндрас    | 31 октября 2010  | N/A                    |
| С благословения Бо, Кензи проворачивает прибыльную аферу с изгнанием духов из дома, в котором недавно случилось убийство-самоубийство, и случайно прихватывает с места кровавой драмы опасного спутника из мира Тёмных фэйри. |            |                                                                   |                 |                 |                  |                        |
| 8 | 8          | «Векс» «Vexed»                                                    | Джо Фосетт      | Мишель Ловретта | 7 ноября 2010    | N/A                    |
| Бо оказывает услугу вампиру по имени Зигфрид, и он в обмен даёт ей новую зацепку в поисках матери. Зигфрид рассказывает про Лу Энн - приговорённую к смертной казни женщину, которая, по его заверениям, неким образом связана с матерью Бо. |            |                                                                   |                 |                 |                  |                        |
| 9 | 9          | «День фэйри» «Fae Day»                                            | Стив ДиМарко    | Джереми Боксен  | 14 ноября 2010   | N/A                    |
| Празднование священного для Фэйри дня Ла Шошэйн прерывается криком Банши, предрекающим смерть одному из представителей пяти старейших семей фэйри. Бо и Дайсон отправляются на поиски Банши, чтобы узнать у неё, кто именно должен умереть, а Кензи остаётся в баре Трика, где находит нового друга. |            |                                                                   |                 |                 |                  |                        |
| 10 | 10         | «После траура» «The Mourning After»                               | Пол Фокс        | Мишель Ловретта | 21 ноября 2010   | N/A                    |
| Бо берётся за расследование подозрительного самоубийства, которое, по мнению сестры погибшей, на самом деле является убийством. Тем временем Трик оказывается в непростой ситуации, грозящей ему потерей бара. На помощь приходит Кензи. |            |                                                                   |                 |                 |                  |                        |
| 11 | 11         | «Правосудие фэйри» «Faetal Justice»                               | Роберт Либерман | Питер Мохан     | 28 ноября 2010   | N/A                    |
| Дайсон, очнувшись весь вымазанный в крови около клуба, рядом с которым в то же самое время был убит тёмный фэйри по имени Баал, и не помня, что с ним происходило в последние пару часов, становится главным подозреваемым в убийстве. Спасаясь от неминуемой расправы со стороны Тёмных, он укрывается в баре Трика. Бо тем временем отправляется на поиски истины, желая выяснить, кто подставил её возлюбленного. |            |                                                                   |                 |                 |                  |                        |
| 12 | 12         | «Секрет успеха» «(Dis)Members Only»                               | Стив ДиМарко    | Джереми Боксен  | 5 декабря 2010   | N/A                    |
| Бо, Кензи и Дайсон внедряются в загородный клуб для толстосумов, чтобы выяснить причину исчезновения кузена приятеля Кензи, Невилла. |            |                                                                   |                 |                 |                  |                        |
| 13 | 13         | «Зов крови» «Blood Lines»                                         | Роберт Либерман | Мишель Ловретта | 12 декабря 2010  | N/A                    |
| Дайсон и Трик рассказывают Бо правду о её матери Саске (которая вовсе не Саске, а Эйфи), и она, вопреки их советам, идёт на контакт с ней, даже несмотря на то, что та вот-вот начнёт воплощать коварный план по развязыванию войны между враждующими кланами фэйри. Она подсылает к совету светлых старейшин одного из своих слуг-смертников, и тот взрывает Совет. Эш и другие старейшины в критическом состоянии, при смерти. Бо приходит к выводу, что мать нужно остановить. Она берёт энергию Дайсона, чтобы быть готовой к схватке. Но силы по-прежнему неравны. Вместе с Кензи они отправляются за волшебным амулетом, который блокирует силы фейров, в том числе и матери Бо. Схватка в доме Саске (Эйфи) чуть не заканчивается смертью Бо. На помощь ей приходит Дайсон, который в это время обращается к Норне с просьбой дать силу Бо в обмен на самое дорогое ему. Норна обманом заполучает это - любовь Дайсона к Бо. Тем временем в своем баре Трик тоже не сидит сложа руки - обладая силой переписывать своей кровью историю, он меняет будущее и помогает Бо. Мать Бо, Эйфи, срывается с винтовой лестницы в её доме и разбивается, однако, когда Бо спускается вниз, её тела уже нет. Со спины показывают некого фейра, забравшего Эйфи с собой. Тем временем Бо и Кензи отмечают победу, пусть и временную, над силами зла, обсуждая, что теперь Бо начнет с Дайсоном всё с самого начала. А в это время Дайсон, лишенный любви к Бо, срывается и убегает в лес. |            |                                                                   |                 |                 |                  |                        |

### Сезон 2 (2011—2012)
| № общий | № в сезоне | Название                                                                      | Режиссёр        | Автор сценария                   | Дата премьеры    | Зрители в Канаде (млн) |
| --- | ---------- | ----------------------------------------------------------------------------- | --------------- | -------------------------------- | ---------------- | ---------------------- |
| 14 | 1          | «Что-то злое принёс этот фэйр» «Something Wicked This Fae Comes»              | Роберт Либерман | Мишель Ловретта                  | 4 сентября 2011  | 420,000                |
| Прошло три недели после нападения матери Бо на Светлых фэйров. Эш близок к смерти. Старейшины мертвы. Трик с помощью Бо, Кензи и Хейла пытается держать ситуацию под контролем, в то время как Тёмные фэйры пытаются этим воспользоваться. Фэйры бродячего цирка хотят отобрать землю у Светлых фэйров, для чего они собирают артефакты, попутно убивая светлых фэйров. И в этом им помогает предатель из Светлых. Дайсон возвращается после своего бегства от встречи с Норной и старается разобраться в своём отношении к Бо. Он рассказывает Хейлу, что произошло той ночью в доме Норны, Хейл советует не спешить с выводами и попытаться спасти отношения. На дискотеке Дайсон целует Бо в надежде, что проклятие рассеется, как в доброй сказке. Но поцелуй не приносит спасения. После сражения с лидером цирка Дайсон признается Бо, что из-за принесённой жертвы больше к ней ничего не чувствует, поэтому «Этот поцелуй был последним» — заявляет он в финальной сцене эпизода и уходит. Расстроенная и опустошённая Бо вдруг видит перед собой девочку-фэйру, которая предупреждает, что некое зло идёт к Бо, но какое — девочка не знает. После сказанного юная фэйра исчезает так же внезапно, как и появилась. |            |                                                                               |                 |                                  |                  |                        |
| 15 | 2          | «Я сражался с фэйром (и фэйр победил)» «I Fought the Fae (and the Fae Won)»   | Стив ДиМарко    | Мишель Ловретта                  | 11 сентября 2011 | 358,000                |
| Бо пытается наладить отношения с Дайсоном, но он всячески её игнорирует. Представитель Совета Светлых фэйров, сэр Терновник, приходит в бар Трика и заявляет, что состоятся выборы нового Эша. Кандидатами могут быть представители старейших семей. Новый Эш определится в результате охоты кандидатов на «оленя», которым обычно является заключенный фэйр, добровольно желающий попытать удачу и спастись, найдя колокол, который дарует свободу. На этот раз оленем является Светлая фэйра Сабина, посаженная на 83 года за связь с Тёмным фэйром. Бо тоже ввязывается в всеобщую предвыборную суматоху, когда Сабина, прячась в её доме, обращается к ней за помощью в поиске своей любви, Хеймитча, и в последнем желании увидеть его. Терновник и его свита тем не менее забирают Сабину из дома, Дайсон обещает Бо, что Сабину не обидят. Бо просит у него встречи, чтобы поговорить, тот соглашается. Выборы начинаются с голосования за кандидатов, предшествующего охоте, Бо вместе с Хейлом и Дайсоном приходят на голосование, чтобы вывести нескольких кандидатов из гонки. Она обнаруживает, что один из них, Лахлан, противостоит её силе и не даёт себя одурманить. В финал выходят трое — Хейл, Лахлан и фэйра-кореянка. Начинается охота, в результате которой Лахлан пронзает Сабину стрелой из лука. Дайсон подыгрывает подошедшим судьям и заявляет, что Сабина мертва. Когда Терновник провозглашает конец охоты и уходит с остальными, из кустов появляется Лорен и спасает умирающую Сабину. Воссоединившись с Хеймитчем, она благодарит Бо. После окончания выборов Бо пытается наладить свои отношения с Дайсоном на встрече, но терпит неудачу. Дайсон уходит, говоря, что не жалеет о том, что подарил любовь Бо, но смирился с тем, что у него забрали любовь. Тем временем Трик разговаривает с сэром Терновником, оказывается, он знает, что Трик является Кровавым Королём. |            |                                                                               |                 |                                  |                  |                        |
| 16 | 3          | «Кошмар» «Scream a Little Dream»                                              | Джордж Михалка  | Джереми Бокс                     | 18 сентября 2011 | 332,000                |
| В попытках забыть Дайсона Бо затевает генеральную уборку в доме, которую Кензи терпеть не может. К Бо обращается фэйр Френк, представившийся светлым, который работает швейцаром в многоквартирном доме, жильцы которого сошли с ума. Кензи, отчаявшись провести уборку самостоятельно, нанимает Домового для приведения дома в порядок. Домовой не берет денег, но питается медом, о чём её предупреждает Трик. Бо видит кошмары, которые забирают её силы. Проснувшись, она обнаруживает, что ею кормится мара (в другом переводе — Кобыла). Лорен говорит, что Бо нельзя спать, иначе мара придет снова. На этом моменте их застает новый Эш и силой уводит Лорен как свою собственность к себе в дом, помешав Лорен дать Бо таблетки от сна. Бо идет в дом Эша для встречи с Лорен, попутно рассказывая про фэйра-швейцара. Эш говорит, что никакой Френк к нему не обращался. Тем временем Кензи, забыв про просьбу домового насчет медовых хлопьев, сталкивается с протестом последнего — в доме бардак. Бо узнает, что швейцар ей соврал и на самом деле он Тёмный фэйр — Песочный человек, который усыпляет людей своей пылью. Пользуясь хаосом среди Светлых фэйров, он со своей возлюбленной, беременной марой Кони, незаконно проникли на территорию Светлых, чтобы накормить будущую мать. Домовой прощается с Кензи, переезжая к Баку — фэйру, который своей способностью питаться кошмарами, спасает Бо и всю гостиницу от безумия. В финальной сцене Бо рассказывает о произошедшем новому Эшу Лахлану, тот предлагает ей работать на него вольнонаёмной, но Бо отказывается от предложения. |            |                                                                               |                 |                                  |                  |                        |
| 17 | 4          | «Зеркало, зеркало» «Mirror, mirror»                                           | Стив ДиМарко    | Эмили Эндрас                     | 25 сентября 2011 | N/A                    |
| Дайсон на глазах у Бо соблазняет и гуляет с другими женщинами. После ночной гулянки пьяная Кензи вызывает бабу Ягу, чтобы отомстить Дайсону за Бо. Когда на утро у Бо и Дайсона на теле появляется метка, а на Дайсона начинают нападать женщины с целью его поколотить и убить, выясняется, что во всем виновата баба Яга, которая к удивлению Кензи существует на самом деле. Кензи, желая загладить вину перед Бо и Дайсоном, пытается снять проклятие с помощью своей тёти-гадалки Людмилы, но баба Яга обманом забирает Кензи в свой мир. Там Кензи знакомится с четырьмя девушками, которые также по глупости своей из ненависти к бывшим возлюбленным попали в дом бабы Яги. Бо соглашается работать на Эша в обмен на помощь, чтобы спасти Кензи. Тот отдаёт приказ Намфе, нимфе Воды, переместить Бо к бабе Яге. Они наполняют дома полную ванну воды со льдом, и Бо погружается туда, чтобы попасть в другое измерение. В итоге она чуть не тонет, но её спасает Дайсон, поделившись своей жизненной энергией через искусственное дыхание. Кензи удается победить Бабу Ягу при помощи домового, живущего в избушке, пихая её в печь. Перед этим Кензи разбивает зеркало бабы Яги, которое охранял домовой, на осколки и, раздав их пленницам, освобождает всех их. В финальной сцене эпизода Кензи говорит тост для Бо и призывает её бороться за своё счастье, за Дайсона, за Лорен и всех, кто ей дорог. |            |                                                                               |                 |                                  |                  |                        |
| 18 | 5          | «Братец-волк» «Brother Fae of the Wolves»                                     | Кларк Джонсон   | Мишель Ловретта                  | 2 октября 2011   | 345,000                |
| Старый друг и брат Дайсона по клану волков-оборотней Кайден приходит и просит о помощи в поиске украденного смертоносного монгольского могильного червя Велмы. Лорен сбегает от Эша и прячется в доме Бо. Дайсон и Кайден находят перекупщика — Тёмного фэйра — в морском порту, к которому под прикрытием идет Бо, чтобы выяснить, где червь. В результате Бо ранят, и она в отместку Дайсону восполняет силы с помощью секса с Кайденом. У перекупщика тем временем они забрали ноутбук, с помощью которого они выясняют, что червь будет продана с аукциона. Прибытие Кайдена в город вызывает воспоминания о прошлых делах Дайсона, в том числе о умершем друге Стефане и его жене Киаре. В воспоминаниях показывается эпизод, когда Дайсон в первый раз пришел к Норне за услугой — спасти Стефана, но Норна запросила цену — волчью сущность Дайсона, в итоге он отказался от сделки. Бо, Дайсон, Кензи, Хейл и Кайден идут на аукцион, где Бо выигрывает его, но обнаруживает, что продавец с аукциона Брикен был партнером Кайдена. Вместе с Кайденом Брикен договорился разделить деньги с продажи червя пополам, но Брикен его кинул. Угрожая монгольским червём, Кайден уходит вместе с ней. Бо и Дайсон отправляются в место, где предположительно Кайден находится, — в морской порт к перекупщику — и оказываются правы. Дайсон и Кайден дерутся, но Кайден сбегает. По кровавому следу Бо и Дайсон находят его в фургоне, а также запертую там Киару, которую Дайсон со слов Кайдена считал мертвой. Дайсон забирает Киару к себе домой — в гараж, где они после непродолжительного разговора занимаются любовью. Бо отводит червя Велму к Эшу и просит позаботиться о ней. Лорен по-прежнему остается в доме Бо и Кензи. |            |                                                                               |                 |                                  |                  |                        |
| 19 | 6          | «Лучше сгореть, чем угаснуть» «It's Better to Burn Out Than Fade Away»        | Гэйл Харви      | Стив Кокрейн                     | 30 октября 2011  | 265,000                |
| Морриган (это такой же статус, как Эш) Эвони нанимает Бо, чтобы найти художника Джейсона, который нарисовал граффити про Векса и убитого вампира Скорпиона, которого Векс убил по приказу Морриган. Морриган и Векс — каждый со своей стороны — пытаются выяснить, кто раскрывает тайны Тёмных фэйров перед людьми подобным образом. Пока Бо отсутствует, Эш приходит домой к ней и Кензи и приказывает Лорен вернуться в течение суток. Когда Бо возвращается, она и Лорен занимаются сексом. Бо становится вовлеченной в борьбу за власть между Вексом и Морриган, поэтому она отказывается от работы на Морриган, не желая больше участвовать в разборках Темных фэйров. В ответ Эвони делает ей предложение, от которого Бо не сможет отказаться — Морриган пообещала дать ключ к освобождению Лорен от Эша, если Бо найдет Джейсона. Бо соглашается. Бо и Кензи обращаются за помощью к Хейлу, и тот сводит их с Глазом — фэйром, который может найти любого человека в городе. Найдя Джейсона, Бо приводит его к Морриган и получает от неё коробку — ключ к спасению Нади. Бо в недоумении, Морриган, ехидно улыбаясь, интересуется у неё, неужели Лорен не рассказала, что Надя — девушка Лорен. Придя домой, Бо и Кензи, рассматривая фотографии граффити, понимают, что кто-то пытается подставить Морриган и убить Векса. В этот же момент фэйра-помощница Морриган Бьянка силой убеждения заставляет Госпожу убить Векса кинжалом Морриган. Та отправляется к Вексу — её давнему клиенту, отсюда зритель узнает, что Векс оказывается мазохистом. Бо и Кензи в последний момент успевают спасти Векса от смерти. Векс и Бо приходят к Морриган за объяснениями. Бо рассказывает Морриган, что её помощница Бьянка виновата во всем этом и пыталась подставить Морриган. Бьянка говорит, что она это хотела сделать в отместку за сведенных Морриган с ума художников, так как Эвони является фейрой-Лиана Ши — злой музой. После признания Бьянка кончает жизнь самоубийством. Тем временем, вернувшись к Эшу, Лорен находится в своей клинике около капсулы и разговаривает с Надей, лежащей там в анабиотическом сне. |            |                                                                               |                 |                                  |                  |                        |
| 20 | 7          | «Фэйры одичали» «Fae Gone Wild»                                               | Линн Стопкевич  | Александра Заровни               | 6 ноября 2011    | 236,000                |
| Группа стриптизёрш помогает сбежать русскому убийце Зефиру из полицейского участка, загипнотизировав полицейских; громкое событие разлетается по всем СМИ. Бо расследует дело, с которым к ней обратилась фэйра, узнав в одной из стриптезерш на снимке свою дочь Шери. Параллельно дело о сбежавшем убийце и его пособниках ведут Хейл и Дайсон. Вскоре Бо, а спустя несколько минут и Дайсон с Хейлом находят труп беглеца — его остригли, высосали жир и отрезали правую руку. С непониманием мотивов убийц Бо обращается к Трику, а Дайсон — к Лорен. И обе стороны узнают, что части тела понадобились убийцам, чтобы сделать мощный оберег всех воров — Руку Славы, которая позволяет украсть что угодно откуда-угодно. Бо и Кензи приходят в стрип-клуб, куда привел их след, и обнаруживают, что все танцовщицы — фэйры-селки, и их шкуры обманом украл владелец клуба, чтобы они работали на него вечно. Без своих шкур девушки не могут вернуться обратно в море. Поэтому Бо вместе с Дайсоном и Хейлом помогают Шери выкрасть шкуры девушек обратно. Между тем, Трик обнаруживает, что что-то происходит между Светлыми и Тёмными фэйрами. Бо тем временем злится на Лорен за то, что та скрыла от неё правду о её девушке Наде. Но в итоге приходит к пониманию и просит Лорен поговорить с ней. Из разговора Бо узнает, что подруга Лорен Надя в коме в течение последних пяти лет из-за африканской лихорадки. Бо и Лорен открывают коробку, которую дала Морриган, в которой оказывается своеобразный «ключ» — гвоздь, но они понятия не имеют, для чего он нужен. |            |                                                                               |                 |                                  |                  |                        |
| 21 | 8          | «Смерть к нему не пришла» «Death Didn't Become Him»                           | Стив ДиМарко    | Стив Кокрейн                     | 13 ноября 2011   | N/A                    |
| Друг-гомосексуал Трика Донни просит его о помощи, когда тело его умершего мужа Кристофера, известного балеруна, было похищено из могилы. Бо и Дайсон ведут расследование и обнаруживают, что Лич, египетский полубог и Тёмный фэйр, взял тело Кристофера и оживил его, вдохнув свою жизненную энергию, так как является поклонником искусства Кристофера. Помимо него в «коллекции» Лича есть ещё несколько известных людей разных эпох. Бо и Лорен отправляются в гости к Личу, чтобы вызволить Кристофера, но всё идет не по плану. Полагая, что жизненная сила Лича хранится в портрете, как в известном произведении «Портрет Дориана Грея», Бо режет кинжалом портрет Лича, но тот лишь злорадно насмехается. Внезапно до Бо доходит, что свою энергию Лич хранит в оживших «марионетках» подобна кувшинам, но вытянуть энергию у них Бо не успевает. Лич заковывает их с Лорен в кандалы и требует показать ему, как питается суккуб, в качестве жертвы Лич выбирает Лорен. Бо не соглашается, за что её смертельно ранят в живот. Истекая кровью, Бо, тем не менее, всё равно отказывается это сделать. Тогда Лич угрожает съесть Лорен заживо. Бо теряет силы и роняет голову, но вдруг с ней происходит что-то странное: она поднимается в воздух и одновременно высасывает жизненную силу всех «марионеток» Лича на расстоянии, при этом заявляя металлическим голосом, что она будет самой могущественной из фэйр и все падут к её ногам; что не будет больше Темных и Светлых фэйров. Затем Бо падает и теряет сознание. Они с Лорен успевают оживить Кристофера, но остальные «марионетки» отказываются от этого, заявляя, что устали жить в заточении. Перед тем как Лич умирает, он рассказывает Бо и Лорен, что гвоздь — это не «ключ», это намек-подсказка: Надя была проклята, а не больна. Поэтому где-то в дереве забит гвоздь Нади, который надо найти и вытащить, тогда Надя вернется к жизни. Между тем, на протяжении всего эпизода Хейл и Кензи присматривают за дочерью-подростком знатной особы Глефы, которая не желает сидеть с няньками. |            |                                                                               |                 |                                  |                  |                        |
| 22 | 9          | «Подлинная шкура» «Original Skin»                                             | Пол Фокс        | Эмили Андрас                     | 20 ноября 2011   | 285,000                |
| Кензи предлагает Бо сходить развеяться в бар Трика, к огромному разочарованию Бо там же оказывается Дайсон и Хейл, а позже присоединяются Киара, для выяснения отношений с Дайсоном, и Лорен, пришедшая за информацией по чёрным шаманам. Тем временем из тюрьмы Тёмных фэйров сбегает заключенный Райнер. За ним посылают охотника-ищейку Вудза, который умеет ставить защитный колпак от фэйров. Следы сбежавшего Райнера приводят Вудза в бар Трика. С помощью крови, которую Райнер забрал у психолога-фэйры Гаргоны, и впрыснув кровь в пиво, Райнер перемещается по телам присутствующих. Потеряв контроль над своим телом из-за Райнера, Бо попадает в Лимбо (Небытие), где она встречает ту самую маленькую девочку-фэйру, которую она однажды уже видела, — Нейн Руж, Красного Карлика, который обычно является предвестником грядущих катастроф. Нейн Руж говорит Бо, что фэйрам придет конец, а потом показывает будущее, где Бо убьет Трика. Бо возвращается из Лимбо через портал, из-за которого все души находящихся в баре меняются телами. Охотник Вудз в теле Бо, поддавшись голоду, высасывает жизненную энергию из тела Киары, где находится Хейл. Заключенный перемещается в тело Лорен и сбегает из бара, так как защитный колпак Вудза не действует на людей, и пытается убить Эша. Дайсон в теле Кензи отправляется спасать его и целует на прощание Киару, находящуюся в теле Хейла. Пока Дайсон спасает Эша, Бо расспрашивает Кензи о том, что чувствует тело Дайсона, любит ли он Киару. Кензи отказывается говорить, так как понимает, что это личное. Тем временем Трик находит способ вернуть всех обратно в свои тела. Бо успевает спасти Киару, вдохнув в неё обратно жизнь, за что Киара тепло благодарит её. Дайсон и Киара уходят из бара, и не прощание Кензи говорит ему, что почувствовала пустоту внутри него, как будто что-то вырвали из груди. Дайсон просит её молчать и никому этого не говорить. Бо рассказывает Трику, что Нейн Руж сказала ей, что надвигается что-то страшное, а ещё, что Красный Карлик назвала её Изабо. Тем временем Эш в своих покоях снимает с шеи ключ и открывает сундук, где в потайном отделении лежит отрезанная замороженная голова (портрет ?), как две капли воды похожая на него. |            |                                                                               |                 |                                  |                  |                        |
| 23 | 10         | «Ярость фэйра» «Raging Far»                                                   | Дэвид Грин      | Джереми Боксен                   | 27 ноября 2011   | 223,000                |
| Бо после встречи с побежденным Огром, участвующим в запрещенных боях, решает выяснить, что за человек мог его — фэйра — победить. Тем временем на след Бо в городе выходит Мел — сестра Кайла, первого парня, которого Бо случайно убила в 18 лет. Мел пытается убедить Кензи, что Бо — убийца, поэтому Кензи звонит Хейлу и просит его помочь. Бо между тем присоединяется к жестокому миру запрещённых боёв, и понимает, что кто-то подмешивает этому человеку Майку в напиток допинг. Бо подозревает в этом Сальваторе Фераро — хозяина бойцовского клуба. С помощью Дайсона они выясняют, что это не так. В участке Бо сталкивается с Мел, и та угрожает ей, Бо принимает решение бежать из города. Тем временем Дайсон все равно идет к Эшу, чтобы заручиться поддержкой в расследовании дел Фераро. Эш запрещает Дайсону вмешиваться под стразом ссылки. Позже выясняется, что во всем виноват приемный сын Майка — Тайлер, он является фэйром-жабой и может выделять слизь, дающую ярость и необычайную силу на время. Он подмешивал в коктейль свою слизь и давал отцу, чтобы Майк был сильным. Тайлер делает это не со зла, а чтобы помочь отцу. Поэтому когда Бо предупреждает Тайлера, что очередная вспышка ярости убьет его отца, Тайлер выбегает на ринг и во всем признается Майку. Тем временем ситуация с Мел разрешается самым лучшим образом, и Бо остается жить в городе и дальше. В заключительной сцене в кабинете у Фераро роется в бумагах Молотилка — одна из фэйр и боец Фераро. Её за этим делом застает Сальваторе, но его останавливает Эш. Эш говорит, что в курсе всех его дел, Фераро признается в чёрной бури в его душе, и что Фераро не может с этим ничего поделать. Эш спрашивает, знает ли ещё кто-то об этом, Фераро говорит «нет», и Эш, собираясь уходить, вдруг звереет и… неужели он убил Фераро? |            |                                                                               |                 |                                  |                  |                        |
| 24 | 11         | «Не видно покоя для фэйры» «Can't See the Fae-Rest»                           | Гэйл Харвин     | Шелли Скэрроу                    | 4 декабря 2011   | 377,000                |
| Когда богатые люди из высшего общества начинают погибать, Бо соглашается работать под прикрытием для Дайсона, чтобы обнаружить причастного к этому делу фэйра. Киара помогает Бо и Кензи подобрать наряды и выучить биографии «сливок общества». Но на званном вечере опять случается несчастье. Ожидая Дайсона в участке, Бо знакомится с бедной женщиной по имени Маганда, которую тоже была на месте убийства. Бо интересуется, не видела ли она что-то необычное, на что Маганда отвечает что-то неразборчивое про женщину-змею и украденный дом. Основываясь на этом, Бо говорит Дайсону, что убийца — Лита Эс, светская львица и дизайнер эксклюзивных аксессуаров из змеиной кожи. Бо с Дайсоном отправляются к Лите и говорят, что знают, что она фэйр-змея. Лита пускается наутек, Бо и Дайсон — за ней. Литу ловят и отводят к Эшу, но убийства продолжаются. На протяжении всего эпизода торговец редкими безделушками Хайнц, давний знакомый Трика, предлагает купить всем эксклюзивные поделки из дерева. Тем временем, Лорен приходит к Эшу и просит помочь в разгадке проклятия Нади путём доступа к архивам старого Эша. Лахлан ей отказывает, Лорен психует и отказывается работать на Лахлана, угрожая уйти с Надей. Он вызывает охрану, и Лорен под руки уводят из зала Эша. Как только двери закрываются, Эш звонит по телефону и просит принести дневники старого Эша. Между тем в ходе расследования убийства выясняется, что в погоне за большими деньгами Хайнц купил для поделок дерево, принадлежавшее до вырубки фэйре-батибат — Маганде. И теперь она, безутешная в потере своего дерева-дома, убивает всех, кто приобрел вещицы из её дерева, чтобы вернуть себе свой «дом». Маганду, которая оказалась в баре Трика в поисках своего дерева, обманом Бо заманивает в кладовку Трика и запирает. Хайнца ловят перед отъездом на Багамы и обязывают вернуть все проданные поделки Маганде. Бо признается в своих дружеских чувствах Киаре и дает совет поговорить с Дайсоном, так как Бо видит, что Киара несчастна. Киара устраивает романтический ужин в гараже Дайсона и спрашивает, сможет ли он её когда-либо полюбить. Дайсон уходит от прямого ответа и обещает дать Киаре все, в чём она нуждается, они целуются. Тем временем, Бо благодарит Эша за то, что тот присмотрит за Магандой, заключенной уже в темнице Эша. Эш прощается с Бо и задерживается в темнице, когда Бо уходит, Эш подходит к одной из камер и открывает затвор, отсюда зритель узнает, что он запер Лорен в темнице. |            |                                                                               |                 |                                  |                  |                        |
| 25 | 12         | «Маски» «Masks»                                                               | Ли Роуз         | Грант Розенберг                  | 11 декабря 2011  | N/A                    |
| Кензи и Хейл готовят вечеринку в честь дня рождения Бо, но всё идет не по плану. Лахлану приводят из темницы Лорен, и тот говорит ей чудовищную правду: Надю проклял шаман по заказу… предыдущего Эша. И сделано это было с целью заполучить Лорен в свои слуги из-за её способностей к медицине. Лахлан обещает Лорен сделать все возможное, чтобы спасти Надю. Сразу же после ухода Лорен он вызывает Бо и рассказывает, что, чтобы спасти Надю, Бо должна отправиться к тому самому шаману — Тёмному фэйру Чомби в Африку. Лахлан обманывает Бо, что, расскажи она правду Лорен о том, кто спас Надю, избавить последнюю от проклятья будет сложно. Бо без раздумий отправляется туда при помощи Баширы (просит называть её Пегги) — «турагента» Лахлана — фэйры, которая может перемещать в любую точку земного шара. Бо встречается с шаманом Чомби, наложившим проклятье, — он при смерти. За то, чтобы вытащить гвоздь из дерева, он предлагает Бо сделку: один из фэйров-прэтов украл у него исцеляющую маску, которую шаману дала Богиня Ама. Если Бо вернет Чомби маску, тот снимет проклятье с Нади. Тем временем Кензи, занимаясь подготовкой празднования, встречает друга детства и свою первую любовь Нейта (отсюда зритель узнаёт, что Кензи на настоящий момент 22,5 года). В бар к Трику приходит Дайсон и с легкой нотой безразличия и сожаления рассказывает Трику о том, что Киара выбирает новый дом. Бо возвращается из Африки в город и выясняет у Трика, что из себя представляет фэйр-прэто. Трик говорит, что в одиночку ходить к нему нельзя, и Бо берет вовремя попавшегося под руку Дайсона. Вместе с Дайсоном они отправляются на Мадагаскар и стараются раздобыть исцеляющую маску, необходимую шаману. Пройдя сквозь смертельные пески прэто, они получают исцеляющую маску, и Бо как можно скорее отправляется обратно в Африку к шаману, буквально вытащив его с того света. Бо, как и обещал Чомби согласно сделке, снимает проклятье, вытащив из дерева гвоздь, и Надя возвращается к жизни. Вернувшись к Лахлану, Бо благодарит его за помощь и далее идет к Лорен, но увидев целующихся Надю и Лорен, молча уходит прочь. Тем временем Киара в гараже у Дайсона говорит ему, что купила для них дом. Дайсон обнимает и целует её. Уставшая и расстроенная Бо возвращается домой, даже не подозревая, что её ждет сюрприз. Кензи и друзья Бо поздравляют её и вручают подарки, весьма своеобразные для девушки: нож, сюрикэн и клинок. Немного разочарованная Бо не успевает опомниться, как над ней склоняется незнакомый мужчина, вручает коробку со словами «Это подарок от тайного поклонника» и так же быстро исчезает. В коробке Бо обнаруживает необычный золотой браслет с выгравированными рунами на внутренней стороне. Но праздник не делает её счастливее — Бо видит, что Лорен счастлива с Надей, Дайсон — с Киарой, а Кензи — с Нейтом. И лишь она осталась одна. В заключительной сцене Лорен, полагая, что именно Лахлан спас Надю, присягает ему в верности до конца своих дней. |            |                                                                               |                 |                                  |                  |                        |
| 26 | 13         | «Баранец. Трик. Бремя» «Barometz. Trick. Pressure»                            | Паоло Борзмен   | Стив Кокрейн                     | 18 декабря 2011  | 308,000                |
| Лорен и Надя уезжают на время. Бо узнаёт, что Лорен присягнула Эшу и думает, что это он спас её девушку, и решает разобраться с ним. Дайсон и Киара собирают вещи для переезда в новый дом. Настаёт ночь Кровавой Луны, время, в которое Трик может войти в транс раз в 20 лет и предвидеть будущее, чтобы узнать, какое зло надвигается. Для проведения ритуала Трику требуется кольцо короля Болот, поэтому он просит Бо, чтобы она забрала это кольцо у человека, с которым договорился Трик. Придя на место, Бо видит свою точную копию, фэйр, способного менять внешность. Он угрожает Бо, но она с помощью своих способностей забирает кольцо. В это время Трик, Дайсон и Хейл идут за баранцом, галлюциногеном, необходимым для ритуала. Владелица баранца, умеющая узнавать чистую правду, обещает отдать его Трику, если он честно ответит на её вопросы. Получив желаемое, Трик и Хейл выходят, и тут фэйр спрашивает у Дайсона — любит ли он ту женщину, с которой сейчас живёт, на что он отвечает, что не может любить Киару. Нейт покидает город и зовёт Кензи с собой, и она соглашается. Трик начинает ритуал. В своих видениях он видит покойную жену, которая рассказывает ему о приближающемся Зле и уговаривает Трика вновь развязать войну, которую он остановил своими способностями, якобы таким образом она сможет к нему вернуться. Но он распознаёт, что это не его жена, и тут появляется мужчина, называющий себя Гарудой, существом, которое питается гневом и ненавистью фэйр. Оказывается, Трик неумышленно способствовал их возвращению, использовав свою кровь, когда переписал историю во время схватки Бо с её матерью. Гаруда нападает на Трика. Бо проникает в резиденцию Эша и обнаруживает сундук с четырьмя отрубленными головами с лицом Эша. В этот момент её находит Лахлан, начинается схватка. Он предлагает Бо поговорить. Лахлан рассказывает ей, что является одним из вымирающего вида Наги, а всё то, что он делал с ней, было её проверкой. Головы в сундуке принадлежат его братьям, срезанным с его плеч из-за их уникального яда, которым можно уничтожить Гаруду. Он говорит, что Бо — особенная и нужна ему для того, чтобы быть его защитником и повести в бой войско против Гаруды. Дайсон и Хейл, пытаясь вытащить Трика из его видений, обрывают шланг от маски Трика, пары баранца заполняют комнату и они замертво подают. Шепчущий мужской голос будит Трика. |            |                                                                               |                 |                                  |                  |                        |
| 27 | 14         | «Полуночная лампа» «Midnight Lamp»                                            | Дэвид Уиннинг   | Джереми Боксен                   | 22 января 2012   | 330,000                |
| Кензи уехала из города вместе с Нейтом. Лахлан приходит к Бо и просит, чтобы она овладела джинном по имени Сэди, которая знает, как победить Гаруду. Для этого задания Лахлан направляет её к фэйр-изобретателю Райану, у которого имеются волшебные лампы для поимки джинна и который подарил Бо на день рождения браслет от Эша. Пытаясь заточить джинна в лампу, Бо и Райан оказываются запертыми в ней вместе с Сэди из-за поломки сосуда. Теперь, чтобы повелевать джинном, Бо использует другой способ — ставит на ней свою метку. Бо приказывает Сэди сжечь лампу, и все трое выбираются из неё. Бо договаривается с Лахланом о том, что будет работать на его стороне только на правах партнёра, а не подчинённого. Дайсон отправляется к Норне и узнаёт, почему не может любить Киару. Оказывается, волки — однолюбы, и, отдав Норне свою любовь к Бо, он, таким образом, передал всю свою любовь и теперь никогда не сможет кого-либо полюбить. Киара приходит к Дайсону за объяснениями, касающихся их отношений. Он рассказывает ей всю правду. Она не может принять того, что Дайсон заключил сделку с Норной и хотел отдать той своего волка ради Бо, которую знал всего несколько месяцев, но не сделал этого давным-давно ради своего друга, её мужа, которого знал больше ста лет. Киара уходит от Дайсона. Бо приносит Райану обещанное вознаграждение от Лахлана. Райан признаётся ей в своей симпатии. Бо испытывает взаимные чувства. Они занимаются любовью. Затем Райан спрашивает у Бо, имела ли она отношения с такими, как он. Бо не понимает вопроса. И Райан говорит, что он — Тёмный Фэйр. Сначала она была шокирована, но потом решила, что для неё это не важно. |            |                                                                               |                 |                                  |                  |                        |
| 28 | 15         | «Столик для фэйр» «Table for Fae»                                             | Дэвид Грин      | Дайна Таха                       | 29 января 2012   | 264,000                |
| Кензи и Нейт вернулись из своей поездки. Бо и Кензи устраивают двойное свидание с Райаном и Нейтом. Райан решает помочь Нейту с его музыкальной карьерой и приглашает Морриган в качестве агента. Кензи, зная как опасна Морриган, не желает, чтобы та использовала Нейта, и заключает с фэйр сделку. В обмен на то, что Морриган не будет связываться с Нейтом, Кензи будет должна ей любую услугу в будущем. Дайсон арестовывает сына чиновника и попадает в неприятности. Хейл под свою ответственность возвращает Дайсона к работе. Бо расследует смерть молодого человека, труп которого выглядел намного старше своего возраста, и находит косметическую клинику, принадлежащую фэйр, в которой был погибший. Бо проникает в клинику и оказывается схваченной. Райан освобождает Бо, но не вступает в схватку с фэйр, потому что они, как и он, принадлежат к клану Тёмных. Кензи рассказывает Бо о том, что Райан организовал встречу Нейта с Морриган, и узнаёт от неё, что Райан — тёмный. Кензи потрясена тем, что Бо не прекращает с ним свои отношения, считая, что Райан опасен. Бо идёт к Райану, обвиняя его в том, что из-за него Нейт бы вскоре умер в руках Морриган. На что Райан отвечает, что хотел лишь помочь парню, ведь он был бы знаменит и исполнил свою мечту, и никто не вправе делать за Нейта этот выбор. Также он говорит, что уже давно сделал свой выбор в пользу Тёмных и не собирается его менять, а Бо вольна быть на той стороне, где ей удобно в данный момент. Также он просит её не быть предвзятой по отношению к Тёмным, и в частности к нему, так как и Тёмные и Светлые нарушают правила, так же как и она сама. |            |                                                                               |                 |                                  |                  |                        |
| 29 | 16         | «Школа позади» «School's Out»                                                 | Джеймс Даннисон | Джей Файастоун и Харрис Голдберг | 12 февраля 2012  | N/A                    |
| Бо продолжает встречаться с Райаном за спиной у Кензи. Лорен и Надя вернулись. Бо, Дайсон и Кензи, отправляются под прикрытием в школу, чтобы выяснить причину странного случая, произошедшего с ученицей.Дайсон узнает об отношениях Бо и Райана. Надя тайно интересуется медальоном Лорен. |            |                                                                               |                 |                                  |                  |                        |
| 30 | 17         | «Девушка, которая по-фэйрийски играла с огнём» «The Girl Who Fae'd With Fire» | Бретт Салливан  | Эмили Андрас                     | 19 февраля 2012  | 232,000                |
| Крепким дружеским отношениям Дайсона и Хейла приходит конец, и Хейл перестаёт доверять своему напарнику. Надя продолжает странно себя вести. Нейт, обеспокоенный странными секретами Кензи, в конце концов принимает её такой, какая она есть. Бо в результате расследования очередного дела приобретает поддержку влиятельного фэйр, отца Хейла, в предстоящей битве с Гарудой. Также она и Кензи предупреждают членов некоторых кланов фэйр о грядущем зле и его подпитке от их негативных эмоций. |            |                                                                               |                 |                                  |                  |                        |
| 31 | 18         | «Фэйриская любовь» «Fae-nted Love»                                            | Майкл ДеКарло   | Шелли Скэрроу                    | 4 марта 2012     | N/A                    |
| Райан нуждается в больших отношениях с Бо, нежели просто секс. В процессе нового расследования некий фэйр стирает память Бо. Трик сообщает Кензи, что на это способен фэйр Аддонк, и после стирания памяти его жертва запечатляется с первым, кого увидит в новом состоянии. Этим человек становится Райан. Он обманывает её, говоря, что Бо его девушка и они любят друг друга, а затем делает ей предложение. Она соглашается. Воспоминания начинают постепенно возвращаться к Бо, и она начинает сомневаться в правильности будущего замужества. И напуганный Райан вновь прибегает к услугам Аддонка. Райан организует церемонию бракосочетания. Трик и Кензи успевают и предотвращают бракосочетание. Выясняется, что Райана тоже одурманили, и он не виноват в своих безумных действиях. Бо считает, что частая подпитка от Райана негативно сказалась на его мышлении, и она сама виновата в произошедшем. У Дайсона происходит серьёзный разговор с одним фэйр о цели его существования, который склоняет его к самоубийству. Озабоченный Дайсон уезжает из города. |            |                                                                               |                 |                                  |                  |                        |
| 32 | 19         | «Правда и последствия» «Truth and Consequences»                               | Ли Роуз         | Грант Розенберг                  | 11 марта 2012    | N/A                    |
| Эш говорит Бо, что Глефа могла заключить сделку с Гарудой и просит доставить к нему её или убить. Хейл заставляет объединиться Трика и Эша вместе против Гаруды. Трик говорит Кензи что она является слабостью Бо и просит её уехать. Нейт дает Кензи ключ от своей квартиры, предлагая жить вместе, но Кензи врет ему, говоря что не любит его, чтобы защитить от мира Фэйров. Лорен пытается выяснить, что случилось с Надей. Она нападает на Лорен и Кензи. Бо приходит помочь Лорен и обнаруживает, что Надя одержима Гарудой. Когда Надя нападает Лорен, Бо вынуждена её убить. |            |                                                                               |                 |                                  |                  |                        |
| 33 | 20         | «Гамбит Лахлана» «Lachlan’s Gambit»                                           | Стив ДиМарко    | Стив Кокрейн                     | 18 марта 2012    | N/A                    |
| Трик подвергается нападению банды берсерков присланной Гарудой, но Бо, Хейл и Киара спасают его. Дайсон посещает дух волка и говорит что он избранный чтобы победить Гаруду. Эш пытается заставить Трика написать новое будущее его кровью, но его останавливают Дайсон и Бо. Накануне битвы с Гарудой, Бо и Лорен проводят ночь вместе, это же делают Дайсон и Киара. Группа приходит сражать с Гарудой, но терпит поражение и погибает Киара. Гаруда нападает на Эша и убивает его. Но Эш оставил свой яд для того чтобы Бо сразилась с Гарудой. Бо принимает на себя роль победительницы. |            |                                                                               |                 |                                  |                  |                        |
| 34 | 21         | «В Темноту» «Into the Dark»                                                   | Джон Фоусет     | Эмили Эндрас                     | 25 марта 2012    | N/A                    |
| В баре Трика проводят похороны Киары. Бо находит своего дедушку. Он объясняет Бо, что её кровь может поработить любого, но может перетянуть её на темную сторону. С помощью Кензи Дайсон возвращает себе любовь волка, отданную Норне. Появляется Наина Руж и говорит, что для победы над Гарудой тёмные и светлые фэйры должны объединиться. Бо выбирает Векса в качестве помощника. Лорен находит способ сохранить яд Наги. |            |                                                                               |                 |                                  |                  |                        |
| 35 | 22         | «Плоть и кровь» «Flesh and Blood»                                             | Стив ДиМарко    | Алан МакКалло                    | 1 апреля 2012    | N/A                    |
| Трик дает Бо флакон с эссенцией жизни, чтобы использовать в случае когда она почувствует, что её темная сторона начнет преобладать над ней. Гаруда похищает Трика. Выясняется, что жена Трика пыталась установить мир во время Великой войны фэйр, но из-за предательства была убита. Чтобы спасти свою собственную жизнь, Трик написал законы фэйр. Бо дает свою кровь, чтобы все были как одно целое. Гаруда проникает в тело Трика, Бо использует яд, но погибает и Гаруда, и Трик. Бо использует флакон, чтобы оживить Трика. Кензи разрывает связь с кровью Бо, так как она начала переходить на тёмную сторону. Несмотря на возможность стать свободной от Эша, Лорен остается, чтобы остаться с Бо. Темная сторона Бо набирает силы. |            |                                                                               |                 |                                  |                  |                        |

### Сезон 3 (2013)
| № общий | № в сезоне | Название                                                 | Режиссёр       | Автор сценария     | Дата премьеры   | Зрители в Канаде (млн) |
| --- | ---------- | -------------------------------------------------------- | -------------- | ------------------ | --------------- | ---------------------- |
| 36 | 1          | «Фэйр в клетке» «Caged Fae»                              | Паоло Борзмен  | Эмили Андрас       | 6 января 2013   | N/A                    |
| Прошло три недели после поражения Гаруды. Бо вышла из-под контроля и нарушила много законов фэйр, что сильно взволновало город. Она арестована Дайсоном и отправлена в тюрьму за свои преступления. Оказывается, это уловка, чтобы Бо изнутри расследовала странные события, происходящие в здешних стенах. Лорен тоже там - в качестве тюремного врача. Выясняется, кто займет пост Эша. Векс пытается убедить Дайсона взять его себе в напарники. Бо обнаруживает, что начальник заставляет других редких фэйр рожать детей против их воли, чтобы он мог продать их. В конце эпизода Бо нападает на человека и захватывает его Чи, оставив его в бессознательном состоянии. Она уходит со злой улыбкой на лице. |            |                                                          |                |                    |                 |                        |
| 37 | 2          | «Подземелье» «SubterrFaenean»                            | Стив ДиМарко   | Стефен Кокрейн     | 13 января 2013  | N/A                    |
| Бо все больше мечется на темную сторону. Тем временем Кензи, её друг детства и ноющий Векс снова находят неприятности на свою голову. В результате один убитый человек, а друг Кензи исчез. Бо, по старательному настоянию Кензи, отправляется на место преступления и сталкивается с группой экстремистски настроенных фэйр, когда-то пораженных таинственной инфекцией, лишающей зрения, и живущих глубоко под землей. Тем временем Дайсон знакомится с Тэмзин, тёмной фэйр, которая должна стать его напарницей, так как Хейл стал Эшем. |            |                                                          |                |                    |                 |                        |
| 38 | 3          | «Заражение» «Confaegion»                                 | Паоло Борзмен  | Джеймс Торпе       | 20 января 2013  | N/A                    |
| Гость Бо - Векс крайне недоволен тем, что после травмы руки силы покинули его. Считая, что в этом виновата Бо, Векс решается на отчаянный шаг: вернуться к Морриган с повинной, а стало быть снова стать темным. Морриган, обрадовавшись такому подарку, заражает Векса жуком-паразитом, а он в свою очередь Бо и Дайсона. В результате все потеряли силы, а сами стали вести себя как глупые школьники, ищущие развлечений. Кензи и Трику ничего не остается как спасать их. |            |                                                          |                |                    |                 |                        |
| 39 | 4          | «Тёмная фэйр» «Fae-de To Black»                          | Рон Мёрфи      | Александра Заровни | 27 января 2013  | N/A                    |
| Бо и Дайсон решили взять новое дело, погружаясь в мир возрастной психологии, натыкаясь на самообман и иллюзию. Бо страдает от последствий её сильного голода, так как её сексуальная жизнь ограничена лишь отношениями с Лорен. Так как суккубы по природе не моногамны, Дайсон советует Бо разнообразить сексуальную жизнь, но та колеблется. Кензи чувствует тяжесть, пытаясь найти своё место в новой жизни её друзей - оставив её уязвимой по отношению к надвигающейся угрозе. |            |                                                          |                |                    |                 |                        |
| 40 | 5          | «Запретная магия» «Faes Wide Shut»                       | Джордж Михалка | Джереми Боксен     | 10 февраля 2013 | N/A                    |
| Видный человек-бизнесмен превратился в слизь прямо на глазах у жены. Расследование дела приводит Бо и Кензи в логово Вакха, обставленная под клуб для утех высшего света. То, что чары не действуют на Вакха создает дополнительные проблемы, особенно когда девушки пытаются проникнуть в часть клуба, доступную лишь для предъявителей особого ключа. По странному совпадению такой ключ обнаруживается у Трика. В конце серии Бо уличает Кензи во лжи и понимает, что общается с каким-то фэйром. |            |                                                          |                |                    |                 |                        |
| 41 | 6          | «Масштаб Кензи» «The Kenzi Scale»                        | Дэвид Грин     | Сандра Чвиалковска | 17 февраля 2013 | N/A                    |
| Бо притаскивает лже-Кензи в бар Трика. К несчастью, ей никто не верит и Бо запирают, думая, что она больна. Тэмзин верит ей и помогает выбраться из заточения. Тем временем лже-Кензи приходит в какую-то пещеру, где в цепях сидит настоящая Кензи. Оказывается, что когда Кензи возвращала волка Дайсона, она опрокинула на себя пузырек с жидкостью, содержащей силу какого-то фэйра. Теперь фэйр желает вернуть её. Но ей мешает Бо, которая выследила её при помощи Тэмзин, у которой как оказалось были свои мотивы. |            |                                                          |                |                    |                 |                        |
| 42 | 7          | «Бо дома» «There's Bo Place Like Home»                   | Гэйл Харви     | Брендон Йорк       | 3 марта 2013    | N/A                    |
| У Бо началось Пробуждение, причем на несколько сотен лет раньше. Она должна пройти испытание, которое позволит войти в некий храм. Однако есть проблема: Бо до сих пор не простила свою мать за трудное детство. Так как иначе нельзя, Бо вынуждена вернуться в родной город, чтобы поговорить с ней и простить её. Однако её мать давно находится под действием лекарств, и ведет себя как любящая и хорошая мать, не помня о том, как наказывала и оскорбляла дочь в прошлом. Теперь Бо предстоит пересмотреть свои взгляды на семью и друзей. |            |                                                          |                |                    |                 |                        |
| 43 | 8          | «Фэйри против машины» «Fae-ge Against the Machine»       | Джордж Михалка | Александра Заровни | 10 марта 2013   | N/A                    |
| Лорен получает повестку о том, что её награждают самой почетной премией, какую может получить врач. Бо обещает быть с ней на церемонии и банкете. Вот только её планам не суждено сбыться: она случайно заключает сделку с фэйри, который их спасает от переделки. В результате, чтобы вернуть долг и освободиться от сделки, Бо должна выполнить череду просьб таинственного фэйри. Тем временем Трик и Стелла находят в баре непонятный механизм и понимают, что сделка Бо - игра, призванная испытать её и выдать приглашение в тот самый Храм. Так как Бо носится по городу, то как ближайший родственник управлять игрой должен Трик. Лорен и Бо начинают отдаляться друг от друга.                          |            |                                                          |                |                    |                 |                        |
| 44 | 9          | «Торжество» «Ceremony»                                   | Ли Роуз        | Джеймс Торп        | 17 марта 2013   | N/A                    |
| Церемония пробуждения началась. Бо готовится войти в храм. Дайсон неожиданно вызывается с ней, воспользовавшись «правом руки». Внутри храма путешествуя по альтернативным жизням и скрытым воспоминаниям Бо, эти двое вдруг понимают, что единственный путь пройти Пробуждения - Бо должна убить Дайсона. Впервые появляется отец Бо (фигура со спины), а также делается намек, что возможно он дракон (гравюра в сундуке Трюка и его слова «Только не он!»). |            |                                                          |                |                    |                 |                        |
| 45 | 10         | «Правонарушитель» «Delinquents»                          | Гэйл Харви     | Мишель Ловретта    | 24 марта 2013   | N/A                    |
| Бо, Кензи и Дайсон под прикрытием в летнем лагере для трудных подростков, где какой-то фэйри убивает молодежь одного за другим, а затем через рот наполняет желудок жертвы давно исчезнувшей растительностью. Тэмзин тем временем уехала на встречу с Акацией, другой валькирией, которая дает Тэмзин задание: с помощью особого зелья доставить Бо к «Страннику» (обозначен одноимённой картой Таро, фигурировавшей в 8 эпизоде). В конце эпизода Бо и Лорен решают на время прекратить отношения, а Тэмзин под давлением собирает все ингредиенты для нужного зелья. |            |                                                          |                |                    |                 |                        |
| 46 | 11         | «Приключения няни-фэйри» «Adventures in Fae Babysitting» | Ли Роуз        | Сандра Чвиалковска | 31 марта 2013   | N/A                    |
| Бо и Кензи оказываются втянуты в заговор, сплетенный в одной закрытом и охраняемом квартале, когда приходящая няня умоляет их помочь ей доказать, что её наниматель умер не своей смертью. Тем временем Лорен принимает тяжелое и опасное решение. |            |                                                          |                |                    |                 |                        |
| 47 | 12         | «Слава Хейлу» «Hail, Hale»                               | Стив ДиМарко   | Стив Кокрейн       | 7 апреля 2013   | N/A                    |
| Дерзкое нападение на Дал повлечет за собой хаос, оставив судьбу одного из компании висеть на волоске. Тем временем, Морриган не преминет предоставившейся возможностью накалить противоречия между Светлыми и Тёмными... поставив Кензи и Хейла меж двух огней. |            |                                                          |                |                    |                 |                        |
| 48 | 13         | «Те, кто странствует» «Those Who Wander»                 | Рон Мёрфи      | Эмили Андрас       | 14 апреля 2013  | 269,000                |
| Бо решается на невероятную попытку прорваться через армию, чтобы спасти двух дорогих ей людей, не ведая, какие опасности ждут тех, кого она оставляет позади. На Кензи снисходит озарение относительно Хейла. Дайсон узнает важную подсказку о прошлом Бо ровно тогда, когда его собственное будущее вызывает сомнения. |            |                                                          |                |                    |                 |                        |

### Сезон 4 (2013—2014)
| № общий | № в сезоне | Название                                          | Режиссёр      | Автор сценария           | Дата премьеры   | Зрители в Канаде (млн) |
| --- | ---------- | ------------------------------------------------- | ------------- | ------------------------ | --------------- | ---------------------- |
| 49 | 1          | «Потеря памяти» «In Memoriam»                     | Паоло Борзмен | Эмили Андрас             | 10 ноября 2013  | N/A                    |
| Все персонажи ведут обычную жизнь, забыв кто такая Бо. Главным лицом становится Кензи (которая и разрывается в любви к остальным персонажам). Позже они понимают, что кто-то украл их память и начинают поиск древнего артефакта, способного вернуть её. Дайсон возвращается на место аварии и находит там ребёнка, которого приводит в дом Кензи и Бо. |            |                                                   |               |                          |                 |                        |
| 50 | 2          | «Школа Спящей Красавицы» «Sleeping Beauty School» | Стив ДиМарко  | Александра Заровни       | 17 ноября 2013  | N/A                    |
| Дайсон разыскивает фэйри-элементаля, чтобы спасти девушку, которую он любит. Тем временем Кензи застряла дома, вынужденная сидеть с ребёнком. Сила этого ребёнка может стать ключом к раскрытию дела. Лорен скрывается от всех и подрабатывает в закусочной, где знакомится с новой подругой. |            |                                                   |               |                          |                 |                        |
| 51 | 3          | «Любовники. В разлуке» «Lovers. Apart»            | Энди Микита   | Стив Кокрейн             | 24 ноября 2013  | N/A                    |
| Бо продолжает путешествовать во времени, Дайсон узнал где она находится и отправляется за Бо в прошлое. Бо портит себе жизнь пытаясь спасти семью, одержимую чем-то сверхъестественным. Дайсон делает все, чтобы быть рядом и помогать ей. Кензи все ещё сидит в ребёнком, который начинает быстро расти. Тем временем, новая подруга Лорен предаёт её и прошлое преследует Лорен. |            |                                                   |               |                          |                 |                        |
| 52 | 4          | «Обращение в камень» «Turn to Stone»              | Паоло Барзман | Майкл Грасси             | 1 декабря 2013  | N/A                    |
| Лорен похищают. Бо и Дайсон начинают опять спать друг с другом и не подозревают, что Лорен в беде. Кензи и Бо устраивают в баре вечеринку и за ними все время следит какая-то гаргулья. В это же время на дом Бо нападают грабители и встречают там ребёнка. Вернувшись домой Бо и Кензи обнаруживают пустую квартиру и Тэмзин, которая выросла из ребёнка. Лорен за решеткой сидит со своей новой подругой и рассказывает ей правду о себе, в это же время Бо в доме Лорен так же находит информацию о Лорен, что та является беглой террористкой. Все узнают, что ограбление спланировал Массимо, чтобы заполучить Тэмзин. Бо узнают, что Тэмзин теперь вестник смерти, а это значит её последняя жизнь. |            |                                                   |               |                          |                 |                        |
| 53 | 5          | «Тёмные времена» «Let the Dark Times Roll»        | Рон Мёрфи     | Джереми Боксен           | 8 декабря 2013  | N/A                    |
| Бо сообщают, что её кровь приняла сторону тёмных, но сама Бо с этим не согласна. Бо идет к главе темных чтобы разобраться со своей темной стороной. Морриган пытается доказать Бо свою дружбу и приводит Лорен к Бо. Бо узнала, что темной её сделал Векс и хочет его отыскать, Морриган говорит, что поможет ей с поисками если Бо приведет Векса к ней. Лорен, Бо и мусорщица отправляются на поиски Векса, но Вексу удается похитить Бо. Бо обездвижена и наблюдает как Векс страдает и отрубает себе руку. Трика назначают новым Эшем. Тэмзин становится новым хозяином Брюса не без помощи Кензи. |            |                                                   |               |                          |                 |                        |
| 54 | 6          | «Все Джин Джойнтс» «Of All the Gin Joints»        | Мэйрзи Алмас  | Александра Заровни       | 15 декабря 2013 | N/A                    |
| Певица Янка находит Бо и просит о спасении. Под песни Янки к Бо начинаю возвращаться воспоминания, но её похищают. Янка погибает. Гейл и Кензи начинают отношения. Лорел получает ключ от тёмной лаборатории и целует Эвони. На Бо проявляется отметка странника, а за Дайсоном приходят Уно мэнс. |            |                                                   |               |                          |                 |                        |
| 55 | 7          | «Эпоха фэйри» «La Fae Époque»                     | Стив ДиМарко  | Майкл Грасси             | 22 декабря 2013 | N/A                    |
| Дайсона хотят казнить за убийство в прошлом. Бо проникает в память Дайсона через Оракула. Тем временем Уно мэнс обнаруживают Кензи в своих рядах и приговаривают к казни и её. |            |                                                   |               |                          |                 |                        |
| 56 | 8          | «Фэйри сурка» «Groundhog Fae»                     | Рон Мёрфи     | Эмили Андрас и Сэм Руано | 29 декабря 2013 | N/A                    |
| Друзья Бо решают организовать рождественскую вечеринку, чтобы развлечь Бо. Вечеринка идет полным ходом. Тут Бо приходит на вечеринку и встречает Тэмзин. И тут опять Бо приходит на вечеринку и через минуту снова и снова. Бо, Лорен, Векс, Кензи, Дайсон, Тэмзин, Брюс, Хэйл и другие гости попадают в день сурка. Этот день злая шутка Крампуса, только Бо и Тэмзин поняли, что находятся в одном и том же дне. И тут посреди вечеринки начинают пропадать люди, которых похищает кто-то невидимый из обоев. Тэмзин тоже похищают и Бо отправляется за ней и попадает в логово к Крампусу, который хочет пустить Тэмзин на человеческие конфетки. Бо вызволяет её и Тэмзин признается Бо, что в прошлой жизни она работала на странника и это он её послал отыскать Бо. Лорен пытается пришить руку Вексу. |            |                                                   |               |                          |                 |                        |
| 57 | 9          | «Дитя судьбы» «Destiny's Child»                   | Стив ДиМарко  | Стив Кокрейн             | 12 января 2014  | N/A                    |
| Бо открывает бутыль, которую прислала себе из прошлого и из неё появляется Хугин (ворон). Он просит помощь, чтобы отомстить жене и брату и они с Бо возвращаются в поезд. Дай он и Лорен отправляются за Бо. Темзен и Кензи планируют переписать кровью Трюка судьбу. Трюк тем временем отправляется за помощью к удлань. Бо попадает в Иркал к Левиофану, а затем в поезд. Тайна личности странника раскрыта. |            |                                                   |               |                          |                 |                        |
| 58 | 10         | «Волны» «Waves»                                   | Литтл И.      | Майкл Грасси             | 19 января 2014  | N/A                    |
| Бо решает, что странник - это её судьба. Кензи тем временем берет Дайсона и Лорен в дело о том, что у женщины в бассейне пропали ноги. Это проделки злой русалки. Воспоминания о то, что было в поезде возвращаются к Бо. У Трюка украли семя начал. |            |                                                   |               |                          |                 |                        |
| 59 | 11         | «Конец истории» «End of a Line»                   | Рон Мёрфи     | Стив Кокрейн             | 26 января 2014  | N/A                    |
| На Бо нападает зомби, Акация её спасает. Рейнера обвиняют в оживлении мертвецов. Кензи навещает мама по приглашению Гейла и он делает ей предложение стать его женой. Зомби оказываются проделками жрицы вуду, которая охотится за силами Уно мэнс. Трюк подозревает Векса в краже семени. На Кензи нападает Массимо, но Гейл успевает его остановить ценой своей жизни. |            |                                                   |               |                          |                 |                        |
| 60 | 12         | «Начало» «Origin»                                 | Стив ДиМарко  | Александра Заровни       | 9 февраля 2014  | N/A                    |
| После похорон Гейла к Бо является рыцарь и присягает ей на верность как своей королеве. Жизнь Бо и Рейнера в опасности - выжить должен лишь один. |            |                                                   |               |                          |                 |                        |
| 61 | 13         | «Тёмная лошадка» «Dark Horse»                     | Рон Мёрфи     | Эмили Андрас             | 16 февраля 2014 | N/A                    |
| Массимо решает убить Бо, чтобы заполучить уважение Морриган. Он нападает на неё, но в схватку вступает Рэйнер. Сила Семени Начал заставляет его отступить. Бо отправляется вслед за ним, чтобы освободить Лорен. Дайсон, Тэмзин, Трик сражаются против армии Пайруса, а Кензи находит способ одолеть Пайруса. |            |                                                   |               |                          |                 |                        |

### Сезон 5 (2014—2015)
| № общий | № в сезоне | Название                                                     | Режиссёр                       | Автор сценария             | Дата премьеры    | Зрители в Канаде (млн) |
| --- | ---------- | ------------------------------------------------------------ | ------------------------------ | -------------------------- | ---------------- | ---------------------- |
| 62 | 1          | «Как в аду, часть 1» «Like Hell Pt. 1»                       | Паоло Барзман                  | Майкл Грасси               | 7 декабря 2014   | N/A                    |
| Бо находит вторую туфлю Хэл и отправляется в Валгаллу спасти Кензи. Тэмзен тоже возвращается в Валгаллу. У Кензи планируется вечеринка и как выясняется она запланирована по поводу их свадьбы с Гейлом. Тэмзен снова становится Валькирией и угрожает друзьям. Свадьба не состоялась, Кензи отправляют домой, Бо отправляется к отцу, а валькирии ловят Тэмзен на измене. Дайсон и Лорен следуют за Бо и переступив границу Валгаллы получают сообщение от валькирий, что Кензи возвращена в свое человеческое тело. |            |                                                              |                                |                            |                  |                        |
| 63 | 2          | «Как в аду, часть 2» «Like Hell Pt. 2»                       | Паоло Барзман                  | Эмили Андрас               | 14 декабря 2014  | N/A                    |
| Кензи просыпается в своем гробу, Дайсон и Лорен уже спешат ей на помощь и успевают как раз вовремя. Тем временем Бо отправляется в лабиринт на встречу отцу, а ребятам приходит сообщение с просьбой о помощи с того света. В загробном мире Бо встречает Персефону и узнает, что её отец Аид, который держал её маму в плену и она была рождена в Аду. Призрак преследует Лорен за то, что та разбила его урну с прахом. Бо возвращается, так как Дайсон держал ворота Валгаллы открытыми. Кензи прощается с Бо и уезжает в Испанию, а Бо как и обежала Персефоне зажигает свечу. |            |                                                              |                                |                            |                  |                        |
| 64 | 3          | «Важная шишка в Японии» «Big in Japan»                       | Рон Мёрфи                      | Александра Заровни         | 21 декабря 2014  | N/A                    |
| Бо занялась ремонтом дома, так как впала в депрессию и потеряла влечение. Муссаши нанимает Бо и Тэмзин для защиты от наемника. Дайсон тренирует Лорен для защиты от фрей которые ей угрожают, так как она научилась превращать их в людей. Муссаши мстит Бо за раскрытие правды и его позор на ритуале "Вознесение". Мертвая фрея оживает и убивает ассистентку Лорен. |            |                                                              |                                |                            |                  |                        |
| 65 | 4          | «Когда Бог открывает окно» «When God Opens a Window»         | Мэйрзи Алмас                   | Стивен Кокрейн             | 28 декабря 2014  | N/A                    |
| Парень который обратился за помощью к Бо и Тэмзин обворовывает их, поймав его в Бо стреляют. На трюка нападают грабители, но Векс оказывается рядом и спасает его. Тэмзен и Бо находят грабителя, но Бо ранит охотник и она не может исцелиться, пока на помощь не приходит Лорен. Векс и Дайсон становятся напарниками и расследуют ритуальные убийства. Эвэни шантажирует Лорен, что бы та вернула её в былое состояние (фреи). Дайсон узнает в Марке своего сына и убивает охотника, чтобы отомстить. |            |                                                              |                                |                            |                  |                        |
| 66 | 5          | «Твоя удачливая фэйри» «It's Your Lucky Fae»                 | Паоло Барзман                  | Лей Лукинс                 | 4 января 2015    | N/A                    |
| Бо получает подарок на кануне дня рождения из Ада от папочки - загадочная коробка. Она хочет посоветоваться с Оракулом и они договариваются о встрече завтра в баре у Трюка, но Оракул не приходит. Тэмзен и Лорен забыли про день рождения Бо и стараются найти быстро подарок. БО И Тэмзен отправляются к Кэйси но её квартира разгромлена и заляпана кровью. Марк приводит гостей в личный покои Трюка и одна из дам ворует учётную книгу фрей. Бо превращается в кошку. Бо находит оракулов, но они лишены глаз. Тэмзен отдается Бо. |            |                                                              |                                |                            |                  |                        |
| 67 | 6          | «Ясные глаза, сердца фэйри» «Clear Eyes, Fae Hearts»         | Дэвид Грин                     | Сандра Чвиалковска         | 11 января 2015   | N/A                    |
| Бо и Тэмзен берутся за расследование дела об убитом футболисте и работают под прикрытием как черлидерша и тренер. Марк начинает общаться с отцом. Бо и её друзья узнают, что столкнулись с семьей древних фрей и что враг очень опасен. |            |                                                              |                                |                            |                  |                        |
| 68 | 7          | «И тут наступает ночь» «Here Comes the Night»                | Паоло Барзман                  | Майкл Грасси               | 18 января 2015   | N/A                    |
| Город утопает в последствиях урагана, который устроили древние фреи. Тэмзен застает Бо и Лорел в постели. Монстр Эвени сбежал из ящика и он вдвойне опасен, так как не видим. Всех героев мучают галлюцинации с их любимыми - это все проделки оракулов, которые служат древним. Виной всему происходящему свеча Персефоны. Сердце Тэмзен разбито. |            |                                                              |                                |                            |                  |                        |
| 69 | 8          | «Конец фэйри» «End of Faes»                                  | Рон Мёрфи                      | Лей Лукинс и Лорен Госнелл | 25 января 2015   | N/A                    |
| Тэмзен съезжает от Бо. Бо и её друзья получают приглашения на вечеринку от древних. На вечеринке Зевс предлагает Бо помощь в разрыве связей с отцом. Бо и Трюк выпивают коктейль с глазами оракулов позволяющий увидеть конец света и соглашаются на ритуал разрыва кровных уз с Аидом, но ритуал срывается из-за того что Лорен и Тэмзен узнают, что Айрис самая могущественная из древних, а Марк с ней один. Зевс убивает Тэмзен, Айрис начинает уничтожать мир, как в видении. Бо открывает шкатулку подаренную отцом. |            |                                                              |                                |                            |                  |                        |
| 70 | 9          | «44 минуты, чтобы спасти мир» «44 Minutes to Save the World» | Гейл Харви                     | Сандра Чвиалковска         | 6 сентября 2015  | N/A                    |
| Лорен спасает Марка и помогает ей в этом отец Бо, которого та освободила открыв шкатулку. Тэмзен жива и в плену у Зевса и Геры. Айрис ищет Марка уничтожая все на своём пути. Зевс убивает Гера, Бо заточает Никс в шкатулку Айрис и Сиси тоже погибают. Аид пленен Бо. Лорен сбивает машина. |            |                                                              |                                |                            |                  |                        |
| 71 | 10         | «Каков отец, такова и дочь» «Like Father, Like Daughter»     | Паоло Барзман                  | Александра Заровни         | 13 сентября 2015 | N/A                    |
| Кензи возвращается с дедушкой Гейла так как секрет убийства древних в картине "исчезновение". Жена носителя Гера не перестаёт искать ответы. Пытаясь ограбить музей Бо встречает Персефону, которую уговаривает встретиться с матерью (Зи). Лорен с помощью обретенной силы помогает изгнать Зевса. Дайсон заявляет права на Алисию. Кензи снова уезжает. Зевс жив и между ним и Аидом свои договоренности. Картина оказалась подделкой. |            |                                                              |                                |                            |                  |                        |
| 72 | 11         | «Любимая Валькирия» «Sweet Valkyrie High»                    | Эмили Андрас                   | Брюс МакДоналд             | 20 сентября 2015 | N/A                    |
| Тэмзин решает отправить Аида обратно в Тартар. Она заручается поддержкой Стейси, застрявшей на Земле. Подругам нужно получить от предводительницы валькирий Фреи ожерелье Очарования. Но врата в Вальгаллу закрыты, а сама Фрея исчезла. Остается искать "черный ход" в ныне заброшенной Академии Валькирий, где в свое время обучалась Тэмзин. Там подруги обнаруживают Фрею, находящуюся под защитой Акации (Акаши). Выясняется, что ожерелье Очарования - обман, с помощью которого Аид заполучил Тартар, где без помех можно создать свою армию. Тэмзин пытается встать во главе последней, но Аид сходу разгадывает обман. Тем временем выясняется, что Эвани тяжело больна, и превращение в фею убьет её. Ей не остается иного выхода, как бороться с болезнью, надеясь на лучшее.                                                                                       |            |                                                              |                                |                            |                  |                        |
| 73 | 12         | «Суд фэйри» «Judgement Fae»                                  | Лара Аззопарди и Лорен Госнелл | Ли Роуз                    | 27 сентября 2015 | N/A                    |
| Зи покидает тело Элизабет, но перед этим отдает свой щит Гефесту. Чтобы попасть к Гефесту и узнать мотив поступка Зевса Бо должна пройти испытание - суд в роли адвоката. Зи переселилась в Лорен. Гера проснулся и направляется к Зи. Алисия в это время развлекается с Дайсоном - Дайсон в неё влюбился. Гера и Зи по своей воле отправляются в "Миф". Лорен принимает антидот и снова становится человеком, после чего разрывает отношения с Бо. Тэмзен отдаётся Бо и это оказывается не Бо. |            |                                                              |                                |                            |                  |                        |
| 74 | 13         | «Семейный портрет» «Family Portrait»                         | Майкл Грасси                   | Рон Мёрфи                  | 4 октября 2015   | N/A                    |
| Бо думает о том, что делать с оружием которое выковал для неё Гефест - подкову. Ифа сбегает из псих больницы для душевно больных фрей и Бо узнает, что мать жива. Она и Дайсон отправляются в лечебницу узнать обстоятельства побега. Лорен обнаружила, что Аид сбежал из её лаборатории. Бо находит родителей в квартире древних и пытается спасти мать, но Ифе спасение ни к чему. У Тэмзен выпадают волосы как перед смертью и Лорен пытается её спасти. Мать поддерживает Бо и хочет помочь дочери отправить отца в Ад, но как выясняется она сходит с ума. Бо высказывает Трюку все претензии и обиды, а он предоставляет ей все, что есть о прошлом, чтобы она сделала свои выводы. Тэмзен понимает, что провело ночь не с Бо, а с Аидом. Аид ранит Дайсона, Бо разрывает связь с Аидом, за что он перерезает горло Трюку и Ифе и те погибают. Тэмзен беременна от Аида. |            |                                                              |                                |                            |                  |                        |
| 75 | 14         | «Светлая память» «Follow the Yellow Trick Road»              | Лей Лукинс                     | Паоло Барзман              | 11 октября 2015  | N/A                    |
| Бо приходит в себя в мире иллюзий в стиле волшебника изумрудного города, её разум не выдержал горя от потери Трюка и мамы Ифы и она впала в кому. Марк и Векс пытаются помочь Бо и приносят книги Трюка. Дайсон и Лорен нашли на Бо укус моли Штриги и только та может спасти её. Во сне Бо отправляется по поиски маэстро, который сможет ей помочь встречая при этом друзей. Найдя маэстро она видит себя. Для помощи лучшей подруги возвращается и Кензи. Бо приходит в себя и читает завещание Трюка. Аид пытается переманить Векса, но тот отказывается предавать друзей и Аид перерезает ему горло. |            |                                                              |                                |                            |                  |                        |
| 76 | 15         | «Позволь им гореть» «Let Them Burn»                          | Сандра Чвиалковска             | Мэйрзи Алмас               | 18 октября 2015  | N/A                    |
| Векс ранен, а Тэмзен похищена Аидом. Дайсон и Марк созывают в Дал старейшин Светлых и Темных, пытаясь объединить фейров против общего врага. Тем временем Бо и Кензи пытаются найти Пайруса, чтобы подчинить его с помощью Подковы, выкованной Гефестом. В процессе поисков Бо понимает, что она и есть истинный Пайрус. Осознав, что в честном бою Аида не одолеть, Бо отправляется к нему и предлагает свои услуги. Но в качестве доказательства лояльности Аид требует от Бо головы всех её друзей. И Бо заманивает их в огненную западню. |            |                                                              |                                |                            |                  |                        |
| 77 | 16         | «Рассвет» «Rise»                                             | Паоло Барзман                  | Майкл Грасси               | 25 октября 2015  | N/A                    |
| Бо не удается обмануть Аида. В результате она попадает в ловушку, поддается зову темной стороны и высасывает жизненную энергию у всех жителей города. Исключение составляют её друзья, которых защищает Подкова. Влекомая темной стороной, Бо уничтожает Подкову, но при попытке забрать жизненную энергию своих друзей все человеческое в её душе берет верх. Бо возвращает жизненную энергию городу и изгоняет Аида. Тем временем Тэмзен умирает родами, подарив Бо сестру по имени Дагни. Заканчивается сериал встречей Бо и повзрослевшей Дагни в Дале, где фейри уже не делятся на Светлых и Тёмных. |            |                                                              |                                |                            |                  |                        |